# Supercoppa di Serie C 2018
La Supercoppa di Serie C 2018 è stata la 19ª edizione della Supercoppa di Serie C. Il torneo è un triangolare dove giocano le vincitrici dei tre gironi della Serie C 2017-2018. L'edizione venne vinta dal Padova per la prima volta nella sua storia.

## Squadre partecipanti
Le squadre partecipanti all'edizione 2018 sono:
- Livorno Vincitore del girone A di Serie C 2017-2018
- Padova Vincitore del girone B di Serie C 2017-2018
- Lecce Vincitore del girone C di Serie C 2017-2018

## Formula
Questa edizione prevede le seguenti regole:
- 1ª giornata: la squadra che riposa nella prima giornata viene decisa da un sorteggio, e dallo stesso viene sorteggiata la prima squadra destinata a giocare in trasferta.
- 2ª giornata: alla seconda giornata si affrontano la squadra che ha riposato e quella che perde la prima gara o, in caso di pareggio, quella che ha giocato la prima gara in casa.
- 3ª giornata: si affrontano le due squadre non incontratesi nelle due giornate precedenti.

La squadra che si piazza al primo posto viene designata vincitrice del trofeo. In caso di arrivo a pari punti, valgono le seguenti regole:
1. differenza reti nelle gare del girone di Supercoppa;
2. maggior numero di reti segnate nelle gare del girone di Supercoppa;
3. maggior numero di reti segnate nelle gare esterne del girone di Supercoppa;
4. sorteggio.

## Incontri
| Arbitro: | Ayroldi (Molfetta) |

|                                                    |           |                        |
| Belingheri 20’, 46’ Capello 44’, 65’ Ravanelli 79’ | Marcatori | 48’ (rig.) Vantaggiato |

| Arbitro: | D'Ascanio (Ancona) |

|                                              |           |               |
| Morelli 4’ Murilo 18’ Vantaggiato 56’ (rig.) | Marcatori | 22’ Di Piazza |

| Arbitro: | Zufferli (Udine) |

|  |           |                       |
|  | Marcatori | 16’ (aut.) Perucchini |

## Classifica
| Squadra | P.ti | G | V | N | P | GF | GS | DR |
| ------- | ---- | - | - | - | - | -- | -- | -- |
| Padova  | 6    | 2 | 2 | 0 | 0 | 6  | 1  | +5 |
| Livorno | 3    | 2 | 1 | 0 | 1 | 4  | 6  | −2 |
| Lecce   | 0    | 2 | 0 | 0 | 2 | 1  | 4  | −3 |